# Gmina Iłowo-Osada
Die Gmina Iłowo-Osada ist eine Landgemeinde in der polnischen Woiwodschaft Ermland-Masuren im Powiat Działdowski (Kreis Soldau). Amtssitz ist das Dorf Iłowo-Osada (deutsch Illowo).

## Geographische Lage
Die Landgemeinde Iłowo-Osada ist die südlichste Gemeinde der Woiwodschaft Ermland-Masuren und liegt in ihrem äußersten Südwesten. Im Süden und Osten bildet die Gemeindegrenze zugleich die Grenze zwischen den Woiwodschaften Ermland-Masuren und Masowien. Die Kreisstadt Działdowo (Soldau i. Ostpr.) liegt zehn Kilometer in nordwestlicher Richtung entfernt. Bis zu der bereits in der Woiwodschaft Masowien gelegenen Kreisstadt Mława (1942 bis 1945 Mielau) sind es nur acht Kilometer in südöstlicher Richtung.
Südlich des Dorfes Białuty (Bialutten) entspringt im Gemeindegebiet die Mławka, fließt zunächst in südlicher, dann in westlicher Richtung und wechselt dabei mehrmals die Grenze zwischen den Woiwodschaften  Ermland-Masuren und Masowien. Bei Mławka durchquert sie den Zalew Ruda und verbleibt bis zur Mündung in den Wkra in der Woiwodschaft Masowien.
Die Gmina Iłowo-Osada ist eine von sechs Gemeinden, die den Powiat Działdowski (Kreis Soldau) bilden.
|  |

## Nachbargemeinden
Die Gemeinde ist von sieben Nachbargemeinden umgeben, die zum Powiat Działdowski in der Woiwodschaft Ermland-Masuren bzw. zum Powiat Mławski in der Woiwodschaft Masowien gehören:
Gmina Działdowo, Gmina Janowiec Kościelny und Gmina Kozłowo, bzw. Gmina Lipowiec Kościelny, Stadt Mława und Gmina Wieczfnia Kościelna.

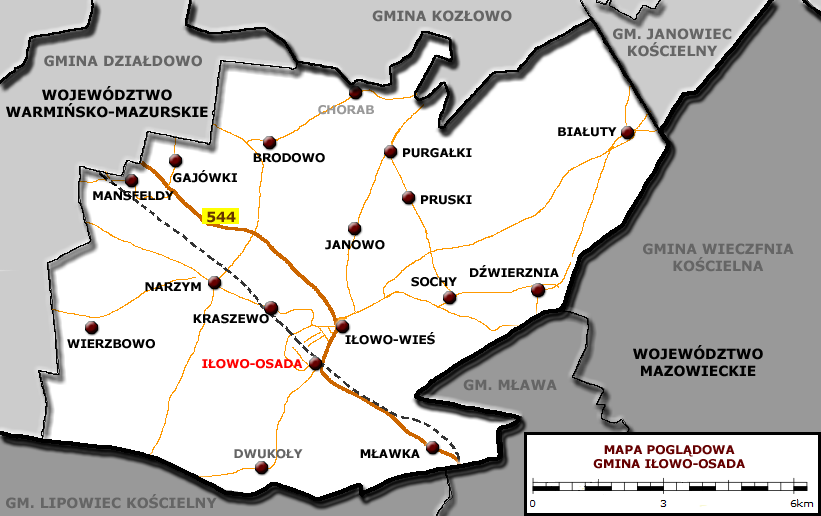
Übersichtskarte der Gemeinde (zum Vergrößern anklicken)

## Gemeindefläche
Die Fläche der Landgemeinde Iłowo-Osada bemisst sich auf 103,77 km². Damit nimmt sie 10,9 % der Gesamtfläche des Powiat Działdowski in Anspruch. 59 % der Gemeindefläche werden landwirtschaftlich genutzt, 32 % sind Waldfläche.

## Geschichte
Die Gmina Iłowo-Osada wurde 1973 gegründet. Damals war sie dem Powiat Mławski in der Woiwodschaft Warschau zugehörig. Zwischen 1975 und 1998 gehörte sie zur Woiwodschaft Ciechanów und ist seit 1999 Teil des Powiat Działdowski in der Woiwodschaft Ermland-Masuren.

## Gemeindegliederung
Zur Gmina Iłowo-Osada gehören 17 Ortschaften, die auf 15 Schulzenämter (polnisch Sołectwa) verteilt sind:
| Polnischer Name               | Deutscher Name |  | Polnischer Name               | Deutscher Name        |
| ----------------------------- | -------------- |  | ----------------------------- | --------------------- |
| * Białuty mit Białuty-Kolonia | Bialutten      |  | * Mansfeldy                   | Mansfeld              |
| * Brodowo                     | Brodau         |  | * Mławka                      |                       |
| Dwukoły                       | Zworaden       |  | * Narzym                      | Narzym                |
| * Dźwierznia                  | Dzwiersnia     |  | * Pruski                      | Prusken               |
| * Gajówki mit Gajówki (Osada) | Gajowken       |  | * Purgałki mit Chorab         | Purgalken mit Chorapp |
| * Iłowo-Osada                 | Illowo         |  | * Sochy                       | Sochen                |
| * Iłowo-Wieś                  | Illowo         |  | Szczepka                      | Sczepka               |
| * Janowo                      | Hansburg       |  | * Wierzbowo                   | Wiersbau              |
| * Kraszewo                    | Kraschewo      |  | Untergegangener Ort: Eichberg | Dębini                |

Bis zum 31. Dezember 2003 gehörten die Orte Krajewo und Piekiełko noch zur Gmina Iłowo-Osada, wurden dann aber in die Stadtgemeinde Mława umgegliedert.

## Einwohner
Die Gmina Iłowo-Osada zählte am 31. Dezember 2020 insgesamt 7169 Einwohner. Über ihre Altersstruktur gibt eine Tabelle aus dem Jahre 2014 Auskunft:

## Verkehr

### Straße
Durch die Gmina Iłowo-Osada verläuft die verkehrsreiche Woiwodschaftsstraße 544, die die Woiwodschaft Kujawien-Pommern mit der Woiwodschaft Ermland-Masuren und der Woiwodschaft Masowien verbindet. Über die Anschlussstellen Napierki (Naopierken, 1938 bis 1945 Wetzhausen) und Mławka (1942 bis 1945 Mielau) besteht außerdem Verbindung zur Schnellstraße 7 bzw. Europastraße 77, die Danzig mit Warschau verbindet. Im Übrigen sind die Ortschaften der Gemeinde über Nebenstraßen und Landwege gut miteinander vernetzt.

### Schiene
Parallel zur Woiwodschaftsstraße 544 führt die Bahnstrecke Danzig–Warschau durch das Gemeindegebiet. Mit den Bahnstationen Iłowo (Illowo) und Narzym ist die Gemeinde angeschlossen.